# 神戸電鉄公園都市線
公園都市線（こうえんとしせん）は、兵庫県三田市の横山駅からウッディタウン中央駅までを結ぶ神戸電鉄の鉄道路線である。駅ナンバリングで使われる路線記号はKB。

## 概要
神戸三田国際公園都市のうち三田市側にある北摂三田ニュータウンのフラワータウン・ウッディタウンの中央を貫く鉄道路線。横山駅では新開地側から分岐し三田線三田駅方面と直通できるようになっており、福知山線（JR宝塚線）利用による大阪方面への利用に重点が置かれている。
ほとんどの駅および直通先の三田駅では乗降客数が増加傾向にあり、ウッディタウン中央駅においては開業時と比較して利用者数が約2倍にもなっている。
なお、正式な起点は横山駅だが、列車運行および旅客案内ではウッディタウン中央駅から横山駅へ向かう列車が下り、逆方向が上りとなっている。
公園都市からJR宝塚線への連絡輸送では、神姫バスと競合している。
構想時は北摂ニュータウン線（ほくせつニュータウンせん）、建設当初は北摂線（ほくせつせん）と呼称されていた。

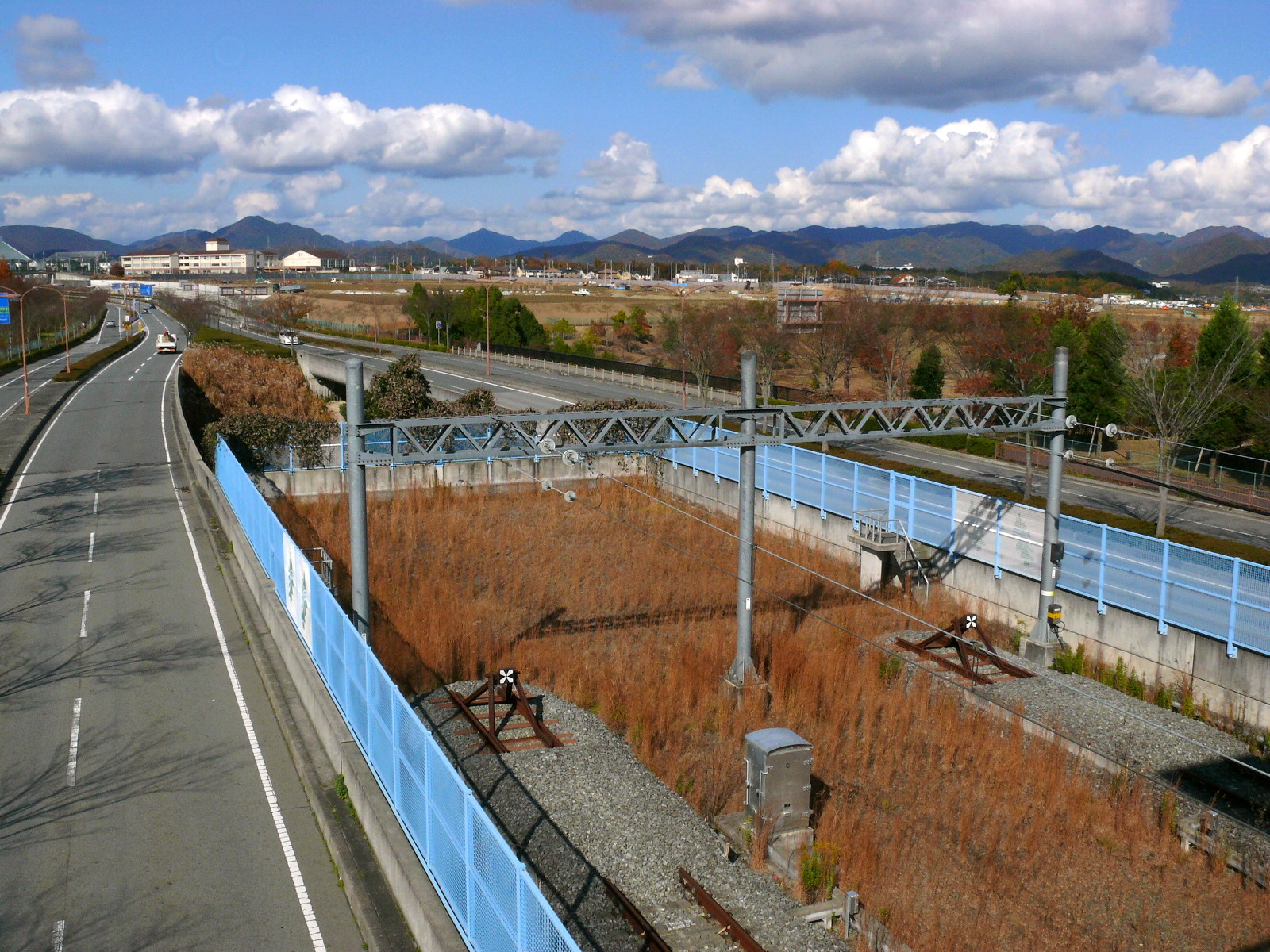
ウッディタウン中央駅の北側の線路終端部。線路の両脇の道路は兵庫県道720号テクノパーク三田線。 （2008年11月26日）
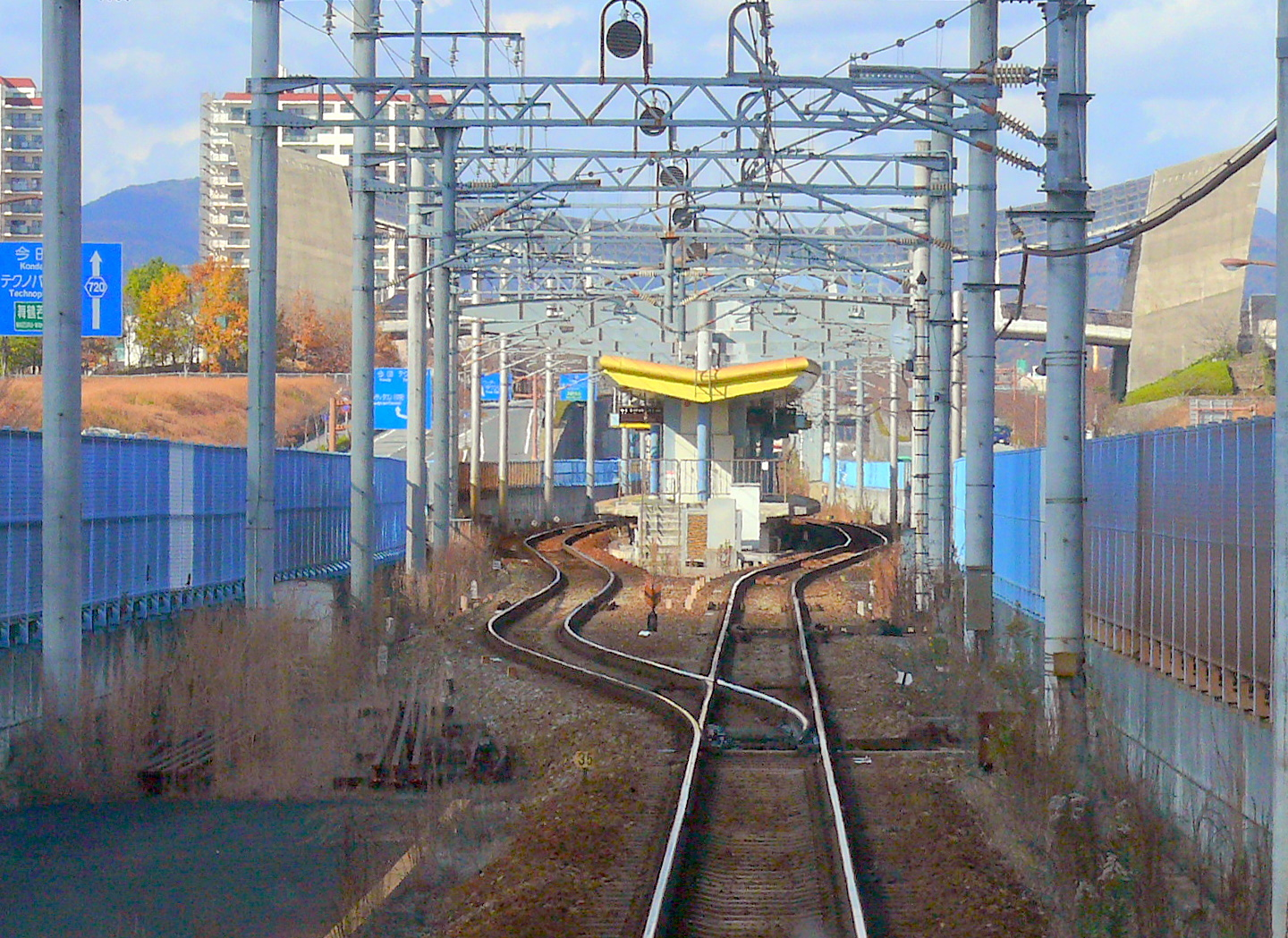
南ウッディタウン駅の構内を横山駅側より望む。左側の空き地は複線化に備えた用地。 （2008年11月26日）

## 路線データ
- 路線距離（営業キロ）：5.5 km[5]
- 軌間：1,067 mm[5]
- 駅数：4駅（起終点駅含む）[5]
- 複線区間：なし（全線単線）
- 電化区間：全線電化（直流1500V）
- 閉塞方式：自動閉塞式
- 最高速度：80 km/h[3]
- IC乗車カード対応区間：
  - PiTaPaエリア：全線

## 運行形態
すべての列車が普通列車で三田線に乗り入れて三田 - ウッディタウン中央間に運転される。ワンマン運転を行っている。深夜を除き1時間あたり4本が運行されている。三田発の最終列車の発車時刻は0時32分発で、ウッディタウン中央到着は0時44分である。
2021年3月13日改正以前までは、三田発の最終列車の発車時刻は0時53分発と遅く、ウッディタウン中央到着は1時を回っていた。
各駅ともホーム有効長は20m級車両5両分が確保されているが、営業列車は全て3両編成である。団体臨時列車では4両編成が入線する場合がある。
2021年3月13日改正時点では、大半の運行時間において南ウッディタウン駅と横山駅で行き違いを行うパターンダイヤとなっているが、朝夕の一部列車はフラワータウン駅で行き違いを行うダイヤになっている。

## 歴史
- 1987年（昭和62年）
  - 5月28日：鉄道事業免許取得。
  - 10月28日：都市高速鉄道として都市計画決定。
  - 11月18日：工事施工認可。
  - 12月23日：公園都市線建設第一期工事（横山駅 - フラワータウン駅）起工。
- 1988年（昭和63年）
  - 1月5日：環境影響評価公告。
  - 11月10日：フラワータウン駅ビル起工。
- 1989年（平成元年）
  - 7月14日：有井トンネル貫通。
- 1990年（平成2年）5月25日：フラワータウン駅ビル竣工。
- 1991年（平成3年）
  - 10月22日：公園都市線建設第一期工事（横山駅 - フラワータウン駅）竣工。
  - 10月28日：横山駅 - フラワータウン駅間が開業[1][6]。フラワータウン駅 - 三田駅間でワンマン直通運転開始。
- 1993年（平成5年）10月29日：公園都市線建設第二期工事（フラワータウン駅 - ウッディタウン中央駅）起工。
- 1995年（平成7年）11月26日：最高速度が80 km/hに引き上げ。
- 1996年（平成8年）
  - 3月22日：公園都市線建設第二期工事（フラワータウン駅 - ウッディタウン中央駅）竣工。
  - 3月28日：フラワータウン駅 - ウッディタウン中央駅間が開業[2][6]。

## 駅一覧
- 駅番号は2014年4月1日に導入[7][8]。
- 全駅兵庫県三田市内に所在。横山駅分岐付近から2つ目のトンネルまでの間は駅はないが神戸市北区を通る。
- 線内は、各駅に停車する普通のみ運転（表中省略）。
- 線路 … ◇：単線区間（列車交換可能）、∨：ここより下は単線

| 駅番号 | 駅名                 | 駅間キロ | 営業キロ | 接続路線                              | 線路 |
| ------ | -------------------- | -------- | -------- | ------------------------------------- | ---- |
| KB27   | 横山駅               | -        | 0.0      | 神戸電鉄： 三田線（三田方面直通運転） | ∨    |
| KB31   | フラワータウン駅     | 2.3      | 2.3      |                                       | ◇    |
| KB32   | 南ウッディタウン駅   | 2.2      | 4.5      |                                       | ◇    |
| KB33   | ウッディタウン中央駅 | 1.0      | 5.5      |                                       | ◇    |

## 利用状況
公園都市線各駅における各年度の1日平均乗車人員は下表の通り（2001年以前のデータは、端数処理が生じている）。
| 年度        | 総計（増加率） | 横山  | フラワータウン | 南ウッディタウン | ウッディタウン中央 | 出典      |
| ----------- | -------------- | ----- | -------------- | ---------------- | ------------------ | --------- |
| 1997年(H09) | 7,350          | 1,979 | 3,779          | 800              | 792                | [ ** 1 ]  |
| 1998年(H10) | 7,536 (+2.5%)  | 1,976 | 3,762          | 866              | 932                | [ ** 1 ]  |
| 1999年(H11) | 7,558 (+0.3%)  | 1,943 | 3,713          | 888              | 1,014              | [ ** 1 ]  |
| 2000年(H12) | 7,950 (+5.2%)  | 1,948 | 3,744          | 891              | 1,367              | [ ** 1 ]  |
| 2001年(H13) | 7,905 (-0.6%)  | 1,793 | 3,752          | 848              | 1,512              | [ ** 1 ]  |
| 2002年(H14) | 7,753 (-1.9%)  | 1,908 | 3,646          | 778              | 1,421              | [ ** 2 ]  |
| 2003年(H15) | 7,647 (-1.4%)  | 1,900 | 3,546          | 768              | 1,433              | [ ** 3 ]  |
| 2004年(H16) | 7,492 (-2.0%)  | 1,862 | 3,417          | 744              | 1,469              | [ ** 4 ]  |
| 2005年(H17) | 7,348 (-1.9%)  | 1,793 | 3,312          | 778              | 1,465              | [ ** 5 ]  |
| 2006年(H18) | 7,229 (-1.6%)  | 1,790 | 3,252          | 799              | 1,388              | [ ** 6 ]  |
| 2007年(H19) | 7,164 (-0.9%)  | 1,806 | 3,260          | 800              | 1,298              | [ ** 7 ]  |
| 2008年(H20) | 7,138 (-0.4%)  | 1,813 | 3,221          | 793              | 1,311              | [ ** 8 ]  |
| 2009年(H21) | 7,011 (-1.8%)  | 1,787 | 3,107          | 767              | 1,350              | [ ** 9 ]  |
| 2010年(H22) | 7,096 (+1.2%)  | 1,837 | 3,091          | 782              | 1,386              | [ ** 10 ] |
| 2011年(H23) | 7,299 (+2.9%)  | 1,923 | 3,099          | 818              | 1,459              | [ ** 11 ] |
| 2012年(H24) | 7,393 (+1.4%)  | 2,005 | 3,049          | 840              | 1,499              | [ ** 12 ] |
| 2013年(H25) | 7,654 (+3.5%)  | 2,123 | 3,089          | 869              | 1,573              | [ ** 13 ] |
| 2014年(H26) | 7,544 (-1.4%)  | 2,121 | 2,978          | 867              | 1,578              | [ ** 14 ] |
| 2015年(H27) | 7,706 (+2.1%)  | 2,214 | 2,998          | 861              | 1,633              | [ ** 15 ] |
| 2016年(H28) | 7,900 (+2.5%)  | 2,269 | 2,963          | 897              | 1,771              | [ ** 15 ] |
| 2017年(H29) | 7,942 (+0.5%)  | 2,320 | 2,864          | 926              | 1,832              | [ ** 15 ] |
| 2018年(H30) | 7,913 (-0.4%)  | 2,356 | 2,786          | 899              | 1,872              | [ ** 15 ] |
| 2019年(R01) | 7,825 (-1.1%)  | 2,397 | 2,693          | 889              | 1,846              | [ ** 15 ] |
| 2020年(R02) | 6,618 (-15.4%) | 2,167 | 2,152          | 774              | 1,525              | [ ** 16 ] |
| 2021年(R03) | 6,703 (+1.3%)  | 2,212 | 2,177          | 837              | 1,477              | [ ** 16 ] |

## 将来
1989年の運輸政策審議会答申第10号「大阪圏における高速鉄道を中心とする交通網の整備に関する基本計画について」ではウッディタウン中央駅からカルチャータウンへの延伸が答申に盛り込まれていた。しかし、その後の2004年の近畿地方交通審議会答申第8号の「京阪神圏において、既存施設の改良に関し検討すべき主な事業」と「京阪神圏において、中長期的に望まれる鉄道ネットワークを構成する新たな路線」に含まれていない。なお、兵庫県はさらに播磨内陸鉄道という名称でさらに粟生までの延伸を構想している。
三田市議会議員には、カルチャータウンからさらにテクノパーク、つつじが丘方面への延伸や、横山駅 - フラワータウン駅間に北摂三田高校前駅（仮称）を設置してはと提案する議員もいる。

### 利用状況
1. ↑  “三田市統計書”.   三田市. 2023年10月31日閲覧。

#### 三田市統計書
1. 1 2 3 4 5  平成14年版
2. ↑  平成15年版
3. ↑  平成16年版
4. ↑  平成17年版
5. ↑  平成18年版
6. ↑  平成19年版
7. ↑  平成20年版
8. ↑  平成21年版
9. ↑  平成22年版
10. ↑  平成23年版
11. ↑  平成24年版
12. ↑  平成25年版
13. ↑  平成26年版
14. ↑  平成27年版
15. 1 2 3 4 5  令和2年版
16. 1 2  令和4年版